# Jiří Gečnuk
Jiří Gečnuk (* 31. března 1968 Moravská Třebová) je český reprezentant ve sportovním parašutismu, profesionální voják v hodnosti praporčíka a od roku 1990 člen klubu Dukla Prostějov. Parašutismu se věnuje od roku 1984, celkem má na kontě více než 11 900 seskoků. Vyhrál mistrovství světa v parašutismu 2010 v individuální akrobacii a je dvojnásobným mistrem světa v soutěži družstev. Má zlatou medaili z mistrovství Evropy v parašutismu 1993 v soutěži jednotlivců a čtyři zlaté medaile v soutěži družstev (1993, 2005, 2011 a 2013). Na armádním mistrovství světa vyhrál soutěž v přistání na přesnost v roce 2004, v individuální akrobacii 2006 a třikrát byl členem vítězného družstva. Vyhrál Světový pohár v parašutismu 2008.
Absolutní mistr světa 2018. V únoru 2019 získal při oceňování nejlepších českých leteckých sportovců za rok 2018 ocenění parašutista roku 2018 (v padesáti letech měl již 28 a 29 individuální medaili z ME a MS). Stal se také Sportovním králem Olomouckého kraje za rok 2018